# 格曲新滩墓地
格曲新滩墓地，位于中国青海省尖扎县康扬乡格曲新村，为青海省市县级文物保护单位，公布日期为1988年8月24日，类型为古墓葬。
格曲新滩墓地的历史年代为新石器时代、青铜时代。